# Hrastovlje

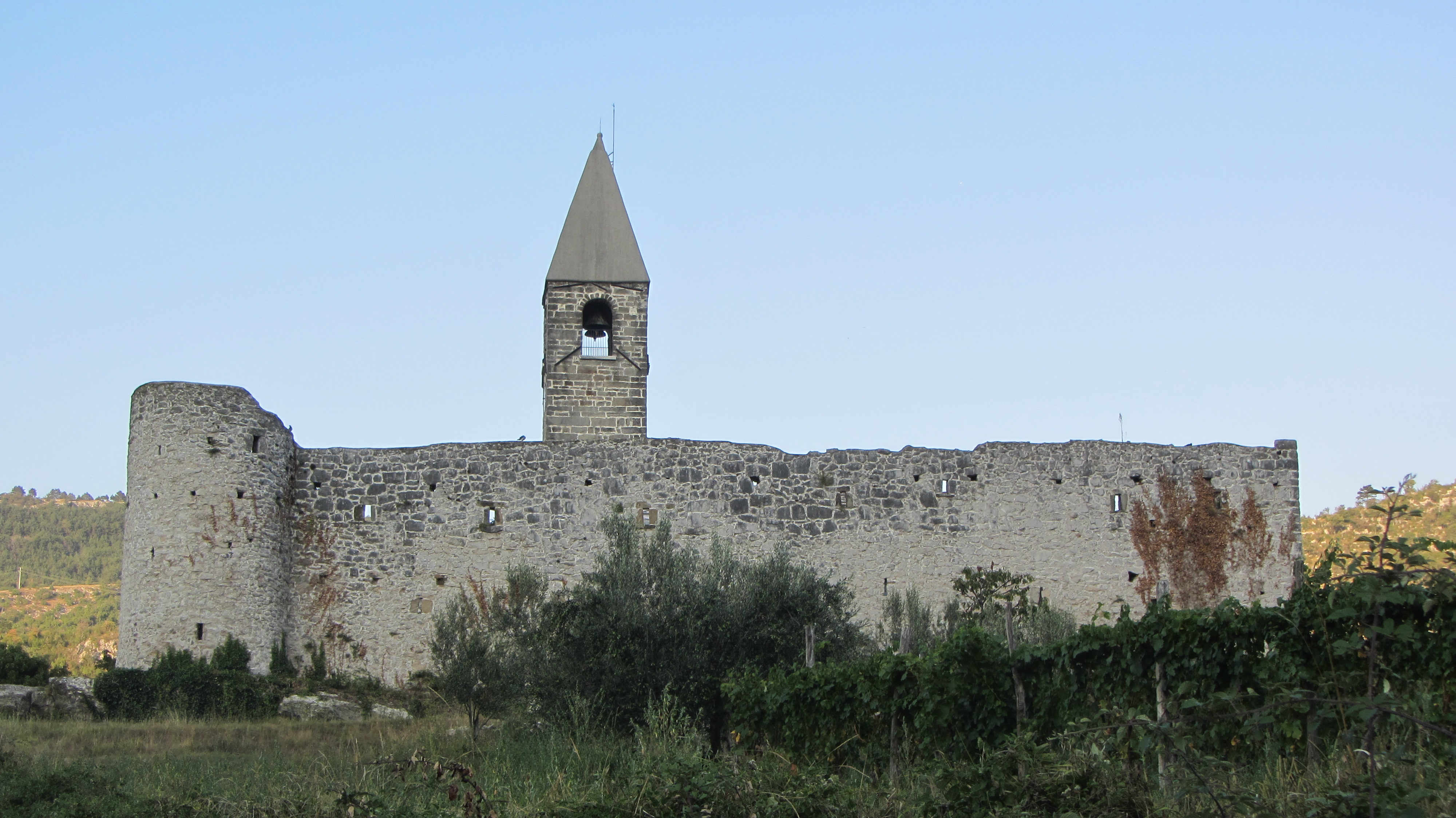
Église fortifiée de la Sainte-Trinité.

Hrastovlje (xɾaˈstoːu̯ljɛ;; italien : Cristoglie,, allemand : Chrästeirach est un village dans le district de Koper (Slovénie).

## Étymologie
Hrastovlje est attestée dans des sources datant du XIVe siècle avec la graphie Cristoglan (et Cristoviae en 1581, Christoja en 1763–87). Le nom est dérivé de la forme plurielle du Gentilé *Xrastovľane, par référence aux villages qui comportent dans leur nom le mot chêne (slovène : hrast).

## Géographie
Situé à 165 m d'altitude, à 20 km à l'est du centre-ville de Koper, le village est peuplé de 143 habitants (recensement de 2002). La source du Rižana, le principal cours d'eau du littoral slovène, y est localisée.

## Patrimoine

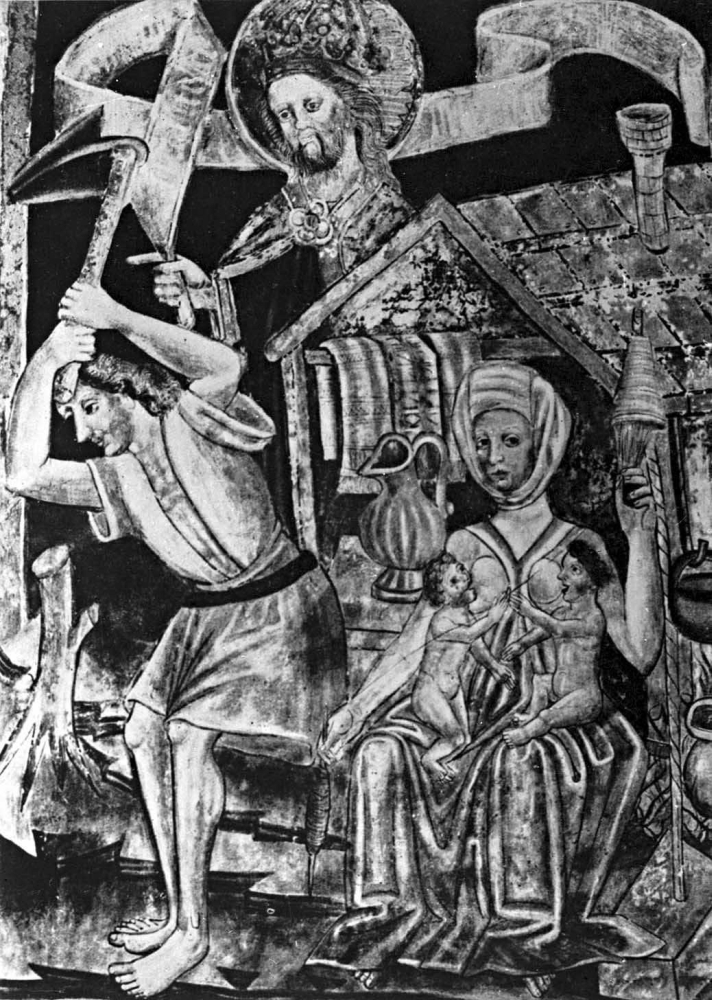
Détail de la fresque de l'église de la Sainte-Trinité, peinte par Jean de Kastva.

L'église fortifiée de la Sainte-Trinité (XIIe siècle), qui dépend de la paroisse de Predloka, est connue pour sa fresque représentant une danse macabre, peinte par Janez iz Kastva vers 1490 qui a été recouvert de chaux et redécouverte en 1949.
Cette danse macabre de sept mètres de long comporte beaucoup de similarités avec celle de l'église de Beram située en Croatie à 56 km de là. Contrairement à cette dernière, la danse macabre alterne de droite à gauche des personnages de catégories sociales différentes (prélats, marchands, pèlerins, nobles, jeunes, vieux). Le premier personnage est celui du pape, le dernier est un enfant arraché de son lit par la mort.
Des scènes extraites du Livre de la Genèse ornent également la nef. Des représentations d'Apôtres sont peintes dans les niches de l'abside avec d'autres saints et prophètes ainsi qu'un Chemin de croix de la Passion, des scènes représentant le voyage et l'Adoration des mages.